# Муниципальное образование
Муниципа́льное образова́ние —  публично-правовое образование, созданное на территории с постоянно проживающим населением, в границах которой местное самоуправление в России осуществляется населением непосредственно или через органы местного самоуправления.
Местное самоуправление на населённой территории осуществляется непосредственно населением и (или) через выборные и иные органы местного самоуправления в целях решения вопросов местного значения. С мая 2019 года законодательство России предусматривает возможность создания восьми видов муниципальных образований. Муниципальные образования учреждаются, упраздняются или изменяются законами субъектов России. Муниципальные образования одних видов входят в состав муниципальных образований других видов. Муниципальные образования существуют по всей территории Российской Федерации. Самым большим по площади муниципальным образованием в России является Таймырский Долгано-Ненецкий муниципальный район, по населению — городской округ город Новосибирск.

## Виды муниципальных образований
| Муниципальные образования России на 01.01.2023 | Муниципальные образования России на 01.01.2023 | Муниципальные образования России на 01.01.2023          | Уровень (согласно ОКТМО) | Уровень (согласно ОКТМО) | Всего  |
| ---------------------------------------------- | ---------------------------------------------- | ------------------------------------------------------- | ------------------------ | ------------------------ | ------ |
| Вид муниципального образования                 | Вид муниципального образования                 | Вид муниципального образования                          | Уровень I                | Уровень II               | Всего  |
| муниципальный район                            | муниципальный район                            | муниципальный район                                     | 1 421                    | -                        | 1 421  |
| муниципальный округ                            | муниципальный округ                            | муниципальный округ                                     | 311                      | -                        | 311    |
| городской округ                                | городской округ                                | ГО без внутригородского деления                         | 588                      | -                        | 597    |
| городской округ                                | городской округ                                | ГО с внутригородским делением                           | 9                        | -                        | 597    |
| внутригородское муниципальное образование      | внутригородское муниципальное образование      | внутригородская территория города федерального значения | 267                      | -                        | 290    |
| внутригородское муниципальное образование      | внутригородское муниципальное образование      | внутригородской район ГО с внутригородским делением     | -                        | 23                       | 290    |
| сельское поселение                             | сельское поселение                             | сельское поселение                                      | -                        | 14 580                   | 14 580 |
| городское поселение                            | городское поселение                            | городское поселение                                     | -                        | 1 203                    | 1 203  |
| Всего                                          | Всего                                          | Всего                                                   | 2 587                    | 15 815                   | 18 402 |

В соответствии со статьёй 2 Федерального закона Российской Федерации, от 6 октября 2003 года, № 131-ФЗ «Об общих принципах организации местного самоуправления в Российской Федерации» в Российской Федерации существовали 5 видов муниципальных образований:
- сельское поселение — один или несколько объединённых общей территорией сельских населённых пунктов (посёлков, сёл, станиц, деревень, хуторов, кишлаков, аулов и других сельских населённых пунктов), реже посёлков городского типа, в которых местное самоуправление осуществляется населением непосредственно и (или) через выборные и иные органы местного самоуправления[3]; соответствует сельсоветам советских времён и земствам досоветского периода; сельское поселение входит в состав муниципального района;
- городское поселение — небольшой город или посёлок городского типа, реже сельский населённый пункт, в которых местное самоуправление осуществляется населением непосредственно и (или) через выборные и иные органы местного самоуправления[3]; городские поселения, не являющиеся городскими округами, входят в состав муниципальных районов;
- муниципальный район — несколько поселений (сельских и/или городских) и межселенных территорий, объединённых общей территорией, в границах которой местное самоуправление осуществляется в целях решения вопросов местного значения межпоселенческого характера населением непосредственно и (или) через выборные и иные органы местного самоуправления, которые могут осуществлять отдельные государственные полномочия, передаваемые органам местного самоуправления федеральными законами и законами субъектов Российской Федерации[3];
- городской округ — один или несколько объединённых общей территорией населённых пунктов, не являющихся муниципальными образованиями, в которых местное самоуправление осуществляется населением непосредственно и (или) через выборные и иные органы местного самоуправления, которые могут осуществлять отдельные государственные полномочия, передаваемые органам местного самоуправления федеральными законами и законами субъектов Российской Федерации, при этом не менее двух третей населения такого муниципального образования проживает в городах и (или) иных городских населённых пунктах (термин в новой редакции с 1 мая 2019 года[4] после ввода нового вида МО — муниципального округа)[3];
- внутригородская территория города федерального значения (внутригородское муниципальное образование города федерального значения) — часть территории города федерального значения, в границах которой местное самоуправление осуществляется населением непосредственно и (или) через выборные и иные органы местного самоуправления[3].

Межселенная территория — территория муниципального района, находящаяся вне границ поселений (определение в редакции, введённой в действие Федеральным законом от 1 мая 2019 года № 87-ФЗ).
Федеральным законом Российской Федерации от 27 мая 2014 года № 136−ФЗ введены два новых вида муниципальных образований:
- городской округ с внутригородским делением — городской округ, в котором в соответствии с законом субъекта Российской Федерации образованы внутригородские районы как внутригородские муниципальные образования;
- внутригородской район — внутригородское муниципальное образование на части территории городского округа с внутригородским делением, в границах которой местное самоуправление осуществляется населением непосредственно и (или) через выборные и иные органы местного самоуправления.

Федеральным законом от 1 мая 2019 г. № 87-ФЗ был введён новый вид муниципальных образований — муниципальный округ:
- муниципальный округ — несколько объединённых общей территорией населённых пунктов, не являющихся муниципальными образованиями, в которых местное самоуправление осуществляется населением непосредственно и (или) через выборные и иные органы местного самоуправления, которые могут осуществлять отдельные государственные полномочия, передаваемые органам местного самоуправления федеральными законами и законами субъектов Российской Федерации (термин введён с 1 мая 2019 года[4], для преобразования городских округов, подходящих под эту категорию, в муниципальные округа отводится переходный период до 1 января 2025 года)[3].

Помимо городских и муниципальных округов, городские и сельские поселения отсутствуют в Северо-Енисейском районе Красноярского края. Другими районами, в рамках уже установившейся системы местного самоуправления, в составе которых отсутствовали городские и/или сельские поселения, являлись в Архангельской области Новая Земля и Соловецкий район (с 2006 года преобразованы в городской округ и, соответственно, сельское поселение соседнего Приморского района).
Уникальным муниципальным образованием является Бежтинский участок Цунтинского муниципального района в составе Республики Дагестан, в силу своей уникальности (не муниципальный район и не сельское поселение) он в ОКТМО не внесён.
До 3 апреля 2017 года городской округ определялся как городское поселение, которое не входит в состав муниципального района и органы местного самоуправления которого осуществляют полномочия по решению установленных настоящим Федеральным законом вопросов местного значения поселения и вопросов местного значения муниципального района, а также могут осуществлять отдельные государственные полномочия, передаваемые органам местного самоуправления федеральными законами и законами субъектов Российской Федерации. 3 апреля 2017 года официальное определение городского округа было изменено: один или несколько объединённых общей территорией населённых пунктов, не являющихся муниципальными образованиями, в которых местное самоуправление осуществляется населением непосредственно и (или) через выборные и иные органы местного самоуправления, которые могут осуществлять отдельные государственные полномочия, передаваемые органам местного самоуправления федеральными законами и законами субъектов Российской Федерации. Опосредованно определение городского округа как не входящего в состав муниципального района городского поселения сохраняется в п. 7 ст. 13 о муниципальных преобразованиях, согласно которому изменением статуса городского поселения является как наделение статусом городского округа, так и лишение его статуса городского округа: «7. Изменение статуса городского поселения в связи с наделением его статусом городского округа либо лишением его статуса городского округа осуществляется законом субъекта Российской Федерации с согласия населения соответствующего городского поселения, а также с согласия населения муниципального района, из состава которого выделяется (в состав которого включается) соответствующее городское поселение, выраженного представительными органами указанных муниципальных образований».
Органы государственной власти путём принятия законов субъекта Российской Федерации имеют право перераспределять полномочия между округом и районом. В отличие от городских и муниципальных округов, представительный орган района (и городского округа с внутригородским делением) может формироваться не одним способом (путём избирания на муниципальных выборах), а двумя (также путём избрания делегатов (как правило, это глава и депутат) от поселений муниципальгого района (внутригородских районов городского округа с внутригородским делением))..
В связи с проведённой в 2000-х муниципальной реформой в России сложилась двухуровневая система местного самоуправления. По смыслу законодательства о местном самоуправлении территория почти всех субъектов Российской Федерации была поделена на территории муниципальных районов и городских (и, с мая 2019 года, муниципальных) округов, а территория муниципальных районов — на территории городских и сельских поселений, причём в малонаселённых местностях могут образовываться межселенные территории. В городских и муниципальных округах не может быть других муниципальных образований (за исключением внутригородских районов в городских округах с внутригородским делением), такие муниципальные образования упразднены с 2006 года. Территория городов федерального значения разделяется на территории внутригородских муниципальных образований (внутригородских муниципальных территорий).
С середины 2010-х гг. до 2028 года в России идёт новая муниципальная реформа. В регионах, кроме городов федерального значения (в них без особых изменений в плане типов муниципальных образований), останется лишь два типа (вида) муниципальных образований: городские и муниципальные округа. Остальные типы муниципальных образований будут упразднены и преобразованы.
С 19 июня 2025 г. вступает в силу новый Федеральный закон о местном самоуправлении, который предусматривает существование только трёх видов муниципальных образований: городской округ, муниципальный округ и внутригородское муниципальное образование города федерального значения.
Территории муниципальных образований в большинстве субъектов Российской Федерации совпадают с административно-территориальным делением, при этом городскому округу соответствует город республиканского, краевого, областного, окружного значения, городскому поселению — город или посёлок городского типа районного значения, сельскому поселению — сельсовет или сельский округ, но во многих регионах имеются расхождения.
В гражданских правоотношениях муниципальные образования выступают наравне с другими участниками гражданских правоотношений — гражданами, юридическими лицами, а также Российской Федерацией и её субъектами. От имени муниципального образования выступают уполномоченные органы местного самоуправления.

## Количество муниципальных образований в России
Данные о количестве муниципальных образований в Российской Федерации постоянно меняются, так как во многих регионах происходят преобразования состава и статуса муниципальных образований.

### Динамика по России в целом
| по состоянию на 01.01 | муниципальные образования | муниципальные образования | муниципальные образования | муниципальные образования | муниципальные образования           | муниципальные образования  | муниципальные образования                                  | муниципальные образования | муниципальные образования | муниципальные образования | источник |
| по состоянию на 01.01 | всего                     | в т.ч. по типам           | в т.ч. по типам           | в т.ч. по типам           | в т.ч. по типам                     | в т.ч. по типам            | в т.ч. по типам                                            | в т.ч. по типам           | в т.ч. по типам           | в т.ч. по типам           | источник |
| по состоянию на 01.01 | всего                     | муници- пальные районы    | муници- пальные округа    | городские округа          | городские округа                    | внутри- город- ские районы | внутри- город- ские терри- тории городов федерал. значения | поселения                 | поселения                 | поселения                 | источник |
| по состоянию на 01.01 | всего                     | муници- пальные районы    | муници- пальные округа    | всего                     | в т.ч. с внутри- городским делением | внутри- город- ские районы | внутри- город- ские терри- тории городов федерал. значения | всего                     | в т.ч.                    | в т.ч.                    | источник |
| по состоянию на 01.01 | всего                     | муници- пальные районы    | муници- пальные округа    | всего                     | в т.ч. с внутри- городским делением | внутри- город- ские районы | внутри- город- ские терри- тории городов федерал. значения | всего                     | гор.                      | сел.                      | источник |
| --------------------- | ------------------------- | ------------------------- | ------------------------- | ------------------------- | ----------------------------------- | -------------------------- | ---------------------------------------------------------- | ------------------------- | ------------------------- | ------------------------- | -------- |
| 2008                  | 24 151                    | 1799                      | —                         | 521                       | —                                   | —                          | 236                                                        | 21 595                    | 1734                      | 19 861                    | Росстат  |
| 2009                  | 24 161                    | 1810                      | —                         | 507                       | —                                   | —                          | 236                                                        | 21 608                    | 1745                      | 19 863                    | Росстат  |
| 2010                  | 23 907                    | 1829                      | —                         | 512                       | —                                   | —                          | 236                                                        | 21 330                    | 1739                      | 19 591                    | Росстат  |
| 2011                  | 23 304                    | 1824                      | —                         | 515                       | —                                   | —                          | 236                                                        | 20 729                    | 1733                      | 18 996                    | Росстат  |
| 2012                  | 23 118                    | 1821                      | —                         | 517                       | —                                   | —                          | 236                                                        | 20 544                    | 1711                      | 18 833                    | Росстат  |
| 2013                  | 23 001                    | 1817                      | —                         | 518                       | —                                   | —                          | 257                                                        | 20 409                    | 1687                      | 18 722                    | Росстат  |
| 2014                  | 22 777                    | 1815                      | —                         | 520                       | —                                   | —                          | 257                                                        | 20 185                    | 1660                      | 18 525                    | Росстат  |
| 2015                  | 22 923                    | 1823                      | —                         | 535                       | —                                   | —                          | 267                                                        | 20 298                    | 1644                      | 18 654                    | Росстат  |
| 2016                  | 22 406                    | 1788                      | —                         | 563                       | 3                                   | 19                         | 267                                                        | 19 769                    | 1592                      | 18 177                    | Росстат  |
| 2017                  | 22 327                    | 1784                      | —                         | 567                       | 3                                   | 19                         | 267                                                        | 19 690                    | 1589                      | 18 101                    | Росстат  |
| 2018                  | 21 946                    | 1759                      | —                         | 591                       | 3                                   | 19                         | 267                                                        | 19 310                    | 1538                      | 17 772                    | Росстат  |
| 2019                  | 21 501                    | 1731                      | —                         | 614                       | 3                                   | 19                         | 267                                                        | 18 870                    | 1490                      | 17 380                    | Росстат  |
| 2020                  | 20 846                    | 1673                      | 33                        | 635                       | 3                                   | 19                         | 267                                                        | 18 219                    | 1398                      | 16 821                    | Росстат  |
| 2021                  | 20 303                    | 1606                      | 100                       | 633                       | 3                                   | 19                         | 267                                                        | 17 678                    | 1346                      | 16 332                    | Росстат  |
| 2022                  | 19 675                    | 1544                      | 180                       | 612                       | 4                                   | 23                         | 267                                                        | 17 049                    | 1307                      | 15 742                    | Росстат  |
| 2023                  | 18 402                    | 1421                      | 311                       | 597                       | 9                                   | 23                         | 267                                                        | 15 783                    | 1203                      | 14 580                    | Росстат  |
| 2024                  | 17 747                    | 1346                      | 399                       | 582                       | 3                                   | 19                         | 267                                                        | 15 134                    | 1142                      | 13 992                    | Росстат  |

(В таблицах за 2022-2023 гг. странные данные о городских округах с внутригородским делением и об их внутригородских районах).
По обновлённым данным, на 1 января 2021 года насчитывалось 20 496 муниципальных образований, в том числе:
- 1599 муниципальных районов, а в их составе
  - 16 248 сельских поселений,
  - 1336 городских поселений;
- 119 муниципальных округов;
- 622 городских округа, в том числе
  - 3 с внутригородским делением;
- 286 внутригородских муниципальных образований
  - 267 внутригородских территорий городов федерального значения;
  - 19 внутригородских районов.

### По субъектам России
| число муниципальных образований по субъектам Российской Федерации (по состоянию на 1 января 2021 года) |                           |                           |                           |                           |                                         |                            |                                                              |                           |                           |                           |                 |
| субъект РФ                                                                                             | муниципальные образования | муниципальные образования | муниципальные образования | муниципальные образования | муниципальные образования               | муниципальные образования  | муниципальные образования                                    | муниципальные образования | муниципальные образования | муниципальные образования |                 |
| субъект РФ                                                                                             | всего                     | в т.ч. по типам           | в т.ч. по типам           | в т.ч. по типам           | в т.ч. по типам                         | в т.ч. по типам            | в т.ч. по типам                                              | в т.ч. по типам           | в т.ч. по типам           | в т.ч. по типам           | в т.ч. по типам |
| субъект РФ                                                                                             | всего                     | муниципальные районы      | муниципальные округа́      | городские округа́          | городские округа́                        | внутри- город- ские районы | внутри- город- ские терри- тории городов федерал. значе- ния | поселения                 | поселения                 | поселения                 |                 |
| субъект РФ                                                                                             | всего                     | муниципальные районы      | муниципальные округа́      | всего                     | в т.ч. с внутри- город- ским деле- нием | внутри- город- ские районы | внутри- город- ские терри- тории городов федерал. значе- ния | всего                     | в т.ч.                    | в т.ч.                    |                 |
| субъект РФ                                                                                             | всего                     | муниципальные районы      | муниципальные округа́      | всего                     | в т.ч. с внутри- город- ским деле- нием | внутри- город- ские районы | внутри- город- ские терри- тории городов федерал. значе- ния | всего                     | гор.                      | сел.                      |                 |
| Российская Федерация                                                                                   | 20 303                    | 1606                      | 100                       | 633                       | 3                                       | 19                         | 267                                                          | 17 678                    | 1346                      | 16 332                    |                 |
| Центральный федеральный округ                                                                          | 3971                      | 352                       | 11                        | 143                       |                                         |                            | 146                                                          | 3319                      | 339                       | 2980                      |                 |
| Белгородская область                                                                                   | 212                       | 13                        |                           | 9                         |                                         |                            |                                                              | 190                       | 16                        | 174                       |                 |
| Брянская область                                                                                       | 236                       | 24                        | 2                         | 5                         |                                         |                            |                                                              | 205                       | 29                        | 176                       |                 |
| Владимирская область                                                                                   | 127                       | 16                        |                           | 5                         |                                         |                            |                                                              | 106                       | 26                        | 80                        |                 |
| Воронежская область                                                                                    | 478                       | 31                        |                           | 3                         |                                         |                            |                                                              | 444                       | 28                        | 416                       |                 |
| Ивановская область                                                                                     | 143                       | 21                        |                           | 6                         |                                         |                            |                                                              | 116                       | 24                        | 92                        |                 |
| Калужская область                                                                                      | 304                       | 24                        |                           | 2                         |                                         |                            |                                                              | 278                       | 26                        | 252                       |                 |
| Костромская область                                                                                    | 157                       | 23                        |                           | 6                         |                                         |                            |                                                              | 128                       | 12                        | 116                       |                 |
| Курская область                                                                                        | 347                       | 28                        |                           | 5                         |                                         |                            |                                                              | 314                       | 27                        | 287                       |                 |
| Липецкая область                                                                                       | 312                       | 18                        |                           | 2                         |                                         |                            |                                                              | 292                       | 6                         | 286                       |                 |
| Московская область                                                                                     | 63                        |                           |                           | 63                        |                                         |                            |                                                              |                           |                           |                           |                 |
| Орловская область                                                                                      | 267                       | 24                        |                           | 3                         |                                         |                            |                                                              | 240                       | 17                        | 223                       |                 |
| Рязанская область                                                                                      | 290                       | 25                        |                           | 4                         |                                         |                            |                                                              | 261                       | 29                        | 232                       |                 |
| Смоленская область                                                                                     | 183                       | 25                        |                           | 2                         |                                         |                            |                                                              | 156                       | 23                        | 133                       |                 |
| Тамбовская область                                                                                     | 274                       | 23                        |                           | 7                         |                                         |                            |                                                              | 244                       | 13                        | 231                       |                 |
| Тверская область                                                                                       | 233                       | 22                        | 9                         | 11                        |                                         |                            |                                                              | 191                       | 30                        | 161                       |                 |
| Тульская область                                                                                       | 103                       | 19                        |                           | 7                         |                                         |                            |                                                              | 77                        | 23                        | 54                        |                 |
| Ярославская область                                                                                    | 96                        | 16                        |                           | 3                         |                                         |                            |                                                              | 77                        | 10                        | 67                        |                 |
| г. Москва                                                                                              | 146                       |                           |                           |                           |                                         |                            | 146                                                          |                           |                           |                           |                 |
| Северо-Западный федеральный округ                                                                      | 1358                      | 137                       | 6                         | 56                        |                                         |                            | 111                                                          | 1048                      | 195                       | 853                       |                 |
| Республика Карелия                                                                                     | 125                       | 16                        |                           | 2                         |                                         |                            |                                                              | 107                       | 22                        | 85                        |                 |
| Республика Коми                                                                                        | 178                       | 14                        |                           | 6                         |                                         |                            |                                                              | 158                       | 14                        | 144                       |                 |
| Архангельская область                                                                                  | 218                       | 19                        | 1                         | 8                         |                                         |                            |                                                              | 190                       | 20                        | 170                       |                 |
| в том числе Ненецкий автономный округ                                                                  | 21                        | 1                         |                           | 1                         |                                         |                            |                                                              | 19                        | 1                         | 18                        |                 |
| Архангельская область без АО                                                                           | 197                       | 18                        | 1                         | 7                         |                                         |                            |                                                              | 171                       | 19                        | 152                       |                 |
| Вологодская область                                                                                    | 207                       | 26                        |                           | 2                         |                                         |                            |                                                              | 179                       | 21                        | 158                       |                 |
| Калининградская область                                                                                | 22                        |                           |                           | 22                        |                                         |                            |                                                              |                           |                           |                           |                 |
| Ленинградская область                                                                                  | 205                       | 17                        |                           | 1                         |                                         |                            |                                                              | 187                       | 66                        | 121                       |                 |
| Мурманская область                                                                                     | 36                        | 4                         | 1                         | 12                        |                                         |                            |                                                              | 19                        | 10                        | 9                         |                 |
| Новгородская область                                                                                   | 120                       | 17                        | 4                         | 1                         |                                         |                            |                                                              | 98                        | 17                        | 81                        |                 |
| Псковская область                                                                                      | 136                       | 24                        |                           | 2                         |                                         |                            |                                                              | 110                       | 25                        | 85                        |                 |
| г. Санкт-Петербург                                                                                     | 111                       |                           |                           |                           |                                         |                            | 111                                                          |                           |                           |                           |                 |
| Южный федеральный округ                                                                                | 1972                      | 157                       |                           | 42                        |                                         |                            | 10                                                           | 1763                      | 96                        | 1667                      |                 |
| Республика Адыгея                                                                                      | 60                        | 7                         |                           | 2                         |                                         |                            |                                                              | 51                        | 3                         | 48                        |                 |
| Республика Калмыкия                                                                                    | 127                       | 13                        |                           | 1                         |                                         |                            |                                                              | 113                       | 2                         | 111                       |                 |
| Республика Крым                                                                                        | 279                       | 14                        |                           | 11                        |                                         |                            |                                                              | 254                       | 4                         | 250                       |                 |
| Краснодарский край                                                                                     | 426                       | 37                        |                           | 8                         |                                         |                            |                                                              | 381                       | 30                        | 351                       |                 |
| Астраханская область                                                                                   | 141                       | 11                        |                           | 2                         |                                         |                            |                                                              | 128                       | 11                        | 117                       |                 |
| Волгоградская область                                                                                  | 466                       | 32                        |                           | 6                         |                                         |                            |                                                              | 428                       | 29                        | 399                       |                 |
| Ростовская область                                                                                     | 463                       | 43                        |                           | 12                        |                                         |                            |                                                              | 408                       | 17                        | 391                       |                 |
| г. Севастополь                                                                                         | 10                        |                           |                           |                           |                                         |                            | 10                                                           |                           |                           |                           |                 |
| Северо-Кавказский федеральный округ                                                                    | 1416                      | 88                        | 16                        | 39                        | 1                                       | 3                          |                                                              | 1269                      | 28                        | 1241                      |                 |
| Республика Дагестан                                                                                    | 761                       | 41                        |                           | 10                        | 1                                       | 3                          |                                                              | 707                       | 7                         | 700                       |                 |
| Республика Ингушетия                                                                                   | 45                        | 4                         |                           | 5                         |                                         |                            |                                                              | 36                        |                           | 36                        |                 |
| Кабардино-Балкарская Республика                                                                        | 132                       | 10                        |                           | 3                         |                                         |                            |                                                              | 119                       | 7                         | 112                       |                 |
| Карачаево-Черкесская Республика                                                                        | 100                       | 10                        |                           | 2                         |                                         |                            |                                                              | 88                        | 5                         | 83                        |                 |
| Республика Северная Осетия-Алания                                                                      | 111                       | 8                         |                           | 1                         |                                         |                            |                                                              | 102                       | 5                         | 97                        |                 |
| Чеченская Республика                                                                                   | 234                       | 15                        |                           | 2                         |                                         |                            |                                                              | 217                       | 4                         | 213                       |                 |
| Ставропольский край                                                                                    | 33                        |                           | 16                        | 17                        |                                         |                            |                                                              |                           |                           |                           |                 |
| Приволжский федеральный округ                                                                          | 5260                      | 382                       | 35                        | 104                       | 1                                       | 9                          |                                                              | 4730                      | 279                       | 4451                      |                 |
| Республика Башкортостан                                                                                | 895                       | 54                        |                           | 9                         |                                         |                            |                                                              | 832                       | 14                        | 818                       |                 |
| Республика Марий Эл                                                                                    | 138                       | 14                        |                           | 3                         |                                         |                            |                                                              | 121                       | 16                        | 105                       |                 |
| Республика Мордовия                                                                                    | 272                       | 22                        |                           | 1                         |                                         |                            |                                                              | 250                       | 16                        | 233                       |                 |
| Республика Татарстан                                                                                   | 956                       | 43                        |                           | 2                         |                                         |                            |                                                              | 911                       | 39                        | 872                       |                 |
| Удмуртская Республика                                                                                  | 333                       | 25                        |                           | 5                         |                                         |                            |                                                              | 303                       | 1                         | 302                       |                 |
| Чувашская Республика                                                                                   | 317                       | 21                        |                           | 5                         |                                         |                            |                                                              | 291                       | 7                         | 284                       |                 |
| Пермский край                                                                                          | 69                        | 2                         | 18                        | 25                        |                                         |                            |                                                              | 24                        |                           | 24                        |                 |
| Кировская область                                                                                      | 338                       | 33                        | 6                         | 6                         |                                         |                            |                                                              | 293                       | 46                        | 247                       |                 |
| Нижегородская область                                                                                  | 278                       | 26                        | 11                        | 15                        |                                         |                            |                                                              | 226                       | 34                        | 192                       |                 |
| Оренбургская область                                                                                   | 487                       | 29                        |                           | 13                        |                                         |                            |                                                              | 445                       |                           | 445                       |                 |
| Пензенская область                                                                                     | 318                       | 27                        |                           | 3                         |                                         |                            |                                                              | 288                       | 24                        | 264                       |                 |
| Самарская область                                                                                      | 342                       | 27                        |                           | 10                        | 1                                       | 9                          |                                                              | 296                       | 12                        | 284                       |                 |
| Саратовская область                                                                                    | 350                       | 38                        |                           | 4                         |                                         |                            |                                                              | 308                       | 39                        | 269                       |                 |
| Ульяновская область                                                                                    | 167                       | 21                        |                           | 3                         |                                         |                            |                                                              | 143                       | 31                        | 112                       |                 |
| Уральский федеральный округ                                                                            | 1243                      | 89                        | 3                         | 111                       | 1                                       | 7                          |                                                              | 1033                      | 72                        | 961                       |                 |
| Курганская область                                                                                     | 393                       | 24                        |                           | 2                         |                                         |                            |                                                              | 367                       | 13                        | 354                       |                 |
| Свердловская область                                                                                   | 94                        | 5                         |                           | 68                        |                                         |                            |                                                              | 21                        | 5                         | 16                        |                 |
| Тюменская область                                                                                      | 437                       | 33                        | 3                         | 25                        |                                         |                            |                                                              | 376                       | 27                        | 349                       |                 |
| в том числе: Ханты-Мансийский автономный округ — Югра                                                  | 105                       | 9                         |                           | 13                        |                                         |                            |                                                              | 83                        | 26                        | 57                        |                 |
| Ямало-Ненецкий автономный округ                                                                        | 33                        | 4                         | 3                         | 6                         |                                         |                            |                                                              | 20                        | 1                         | 19                        |                 |
| Тюменская область без АО                                                                               | 299                       | 20                        |                           | 6                         |                                         |                            |                                                              | 273                       |                           | 273                       |                 |
| Челябинская область                                                                                    | 319                       | 27                        |                           | 16                        | 1                                       | 7                          |                                                              | 269                       | 27                        | 242                       |                 |
| Сибирский федеральный округ                                                                            | 3188                      | 250                       | 16                        | 71                        |                                         |                            |                                                              | 2851                      | 164                       | 2687                      |                 |
| Республика Алтай                                                                                       | 102                       | 10                        |                           | 1                         |                                         |                            |                                                              |                           |                           | 91                        |                 |
| Республика Тыва                                                                                        | 143                       | 17                        |                           | 2                         |                                         |                            |                                                              | 124                       | 4                         | 120                       |                 |
| Республика Хакасия                                                                                     | 100                       | 8                         |                           | 5                         |                                         |                            |                                                              | 87                        | 4                         | 83                        |                 |
| Алтайский край                                                                                         | 717                       | 59                        |                           | 10                        |                                         |                            |                                                              | 648                       | 7                         | 641                       |                 |
| Красноярский край                                                                                      | 544                       | 41                        | 3                         | 17                        |                                         |                            |                                                              | 483                       | 26                        | 457                       |                 |
| Иркутская область                                                                                      | 454                       | 32                        |                           | 10                        |                                         |                            |                                                              | 412                       | 58                        | 354                       |                 |
| Кемеровская область                                                                                    | 84                        | 5                         | 13                        | 16                        |                                         |                            |                                                              | 50                        | 10                        | 40                        |                 |
| Новосибирская область                                                                                  | 488                       | 30                        |                           | 5                         |                                         |                            |                                                              | 453                       | 26                        | 427                       |                 |
| Омская область                                                                                         | 422                       | 32                        |                           | 1                         |                                         |                            |                                                              | 389                       | 26                        | 363                       |                 |
| Томская область                                                                                        | 135                       | 16                        |                           | 4                         |                                         |                            |                                                              | 115                       | 3                         | 112                       |                 |
| Дальневосточный федеральный округ                                                                      | 1895                      | 151                       | 13                        | 66                        |                                         |                            |                                                              | 1665                      | 173                       | 1492                      |                 |
| Республика Бурятия                                                                                     | 286                       | 21                        |                           | 2                         |                                         |                            |                                                              | 263                       | 16                        | 247                       |                 |
| Республика Саха (Якутия)                                                                               | 445                       | 34                        |                           | 2                         |                                         |                            |                                                              | 409                       | 48                        | 361                       |                 |
| Забайкальский край                                                                                     | 392                       | 29                        | 2                         | 4                         |                                         |                            |                                                              | 357                       | 39                        | 318                       |                 |
| Камчатский край                                                                                        | 64                        | 10                        | 1                         | 3                         |                                         |                            |                                                              | 50                        | 4                         | 46                        |                 |
| Приморский край                                                                                        | 124                       | 14                        | 8                         | 12                        |                                         |                            |                                                              | 90                        | 16                        | 74                        |                 |
| Хабаровский край                                                                                       | 232                       | 17                        |                           | 2                         |                                         |                            |                                                              | 213                       | 22                        | 191                       |                 |
| Амурская область                                                                                       | 262                       | 18                        | 2                         | 9                         |                                         |                            |                                                              | 233                       | 15                        | 218                       |                 |
| Магаданская область                                                                                    | 9                         |                           |                           | 9                         |                                         |                            |                                                              |                           |                           |                           |                 |
| Сахалинская область                                                                                    | 18                        |                           |                           | 18                        |                                         |                            |                                                              |                           |                           |                           |                 |
| Еврейская автономная область                                                                           | 33                        | 5                         |                           | 1                         |                                         |                            |                                                              | 27                        | 10                        | 17                        |                 |
| Чукотский автономный округ                                                                             | 30                        | 3                         |                           | 4                         |                                         |                            |                                                              | 23                        | 3                         | 20                        |                 |

По состоянию на 2021 год полностью упразднены все муниципальные районы Калининградской, Магаданской, Московской и Сахалинской областей (соответственно, все входившие в их состав сельские и городские поселения) с преобразованием их в городские округа. Также в 2020 году были упразднены все муниципальные районы Ставропольского края (соответственно, и все входившие в их состав сельские и городские поселения) с преобразованием их в муниципальные округа (ранее часть районов преобразована в городские округа). Помимо указанных регионов, городские поселения отсутствуют в Ингушетии, Оренбургской области, Пермском крае, Республике Алтай, Тюменской области (без автономных округов).

## Кодировка в ОКТМО
Коды в ОКТМО имеют следующую структуру XX-YYY-ZZZ-VVV, где выделяются четыре уровня классификации (группировки), два из которых относятся к муниципальным образованиям.
Субъекты РФ
На первом уровне проводится группировка по регионам (субъектам) Российской Федерации: XX-YYY-ZZZ-VVV.
Муниципальные образования
Далее идёт группировка по верхнему и нижнему уровням муниципальных образований.
Верхний уровень муниципальных образований: XX-YYY-ZZZ-VVV
- −3YY-, −9YY- — внутригородская территория (внутригородское муниципальное образование) города федерального значения
- −5YY- — муниципальный округ
- −6YY- — муниципальный район
- −7YY- — городской округ, городской округ с внутригородским делением
- −8YY- — муниципальные образования Ненецкого, Ханты-Мансийского автономных округов, Корякского округа
  - −81Y-, −82Y- — муниципальные районы
  - −85Y-, −87Y- — городские округа
- −9YY- — муниципальные образования Ямало-Ненецкого автономного округа
  - −91Y-, −92Y- — муниципальные районы
  - −93Y- — муниципальные округа
  - −95Y- — городские округа

Нижний уровень муниципальных образований: XX-YYY-ZZZ-VVV
- −1ZZ- — городские поселения
  - −101- … −149- — городское поселение, в состав которого входит город
  - −151- … −199- — городское поселение, в состав которого входит посёлок
- −3ZZ- — внутригородские районы
- −4ZZ- — сельские поселения
- −7ZZ- — межселенные территории

Населённые пункты
В конце кодировка проводится по населённым пунктам: XX-YYY-ZZZ-VVV
- −001 … −049 — города
- −050 … −099 — посёлки городского типа
- −101 … −999 — сельские населённые пункты

## Переименование муниципальных образований
Муниципальные образования и первого, и второго уровней подчинения могут переименовываться.
| переименование муниципальных образований                | переименование муниципальных образований |
| муниципальное образование                               | примеры |
| ------------------------------------------------------- | --- |
| сельское поселение                                      | - 2019, Брянская область, Дубровский МР: Алешенское → Алешинское |
| городское поселение                                     | - 2007, Белгородская область, Красногвардейский МР: посёлок Красногвардейское → город Бирюч |
| муниципальный район                                     | - 2019, Чечня: Сунженский → Серноводский |
| муниципальный округ                                     | - примеров нет |
| городской округ (без внутригородского деления)          | - 2016, Калмыкия: город Элиста → Элистинский - 2015, Амурская область: ЗАТО Углегорск → ЗАТО Циолковский |
| городской округ с внутригородским делением              | - примеров нет |
| внутригородской район                                   | - примеров нет |
| внутригородская территория города федерального значения | - 2012, Москва: внутригородское муниципальное образование Алтуфьевское → муниципальный округ Алтуфьевский - 1999, Санкт-Петербург: муниципальный округ № 43 → город Красное Село - 2013, Санкт-Петербург: муниципальный округ № 53 → Народный - 2017, Санкт-Петербург: Парнас → Сергиевское (муниципальный округ) |

## Преобразования муниципальных образований
Согласно Закону «Об общих принципах организации местного самоуправления в Российской Федерации» выделяются следующие виды преобразований муниципальных образований:
- изменение границ (ст. 12);
- собственно преобразования (ст. 13)
  - объединение
  - разделение
  - присоединение
  - выделение
  - изменение статуса муниципального образования;
- упразднение (ст. 13-1);
- создание (ст. 13-2).

Закон регулирует варианты преобразований всех видов муниципальных образований, за исключением внутригородских муниципальных образований (внутригородских территорий) городов федерального значения — их преобразования регулируются правовыми актами Москвы, Санкт-Петербурга и Севастополя, соответственно.
Помимо того, согласно ст. 11-12, территория населённого пункта должна полностью входить в состав территории поселения, муниципального округа, городского округа (до 15 апреля 2017 года была формулировка: границы поселения не могут пересекаться границами населённого пункта), то есть если населённый пункт входит в состав более чем одного муниципального образования, то должно осуществляться либо отнесение населённого пункта к территории одного муниципального образования, либо объединение муниципальных образований, либо разделение населённого пункта (последнее не является преобразованием муниципального образования).
Кроме того, согласно ст. 84-3 в переходный период до 1 января 2009 года (фактически до 23 февраля 2009 года, создание муниципальных образований в Ингушетии) был осуществлён ряд преобразований существовавших муниципальных образований.
Список всех видов преобразований приведён в таблице.
| муниципальный район | муниципальный район | - отнесение территорий отдельных входящих в состав поселений населённых пунктов к территориям других поселений - отнесение территорий отдельных входящих в состав муниципальных районов поселений и (или) населённых пунктов к территориям других муниципальных районов - отнесение территорий отдельных входящих в состав поселений посёлков и сельских населённых пунктов к территориям муниципальных округов, городских округов | - отнесение территорий отдельных входящих в состав поселений населённых пунктов к территориям других поселений - отнесение территорий отдельных входящих в состав муниципальных районов поселений и (или) населённых пунктов к территориям других муниципальных районов - отнесение территорий отдельных входящих в состав поселений посёлков и сельских населённых пунктов к территориям муниципальных округов, городских округов | - 2010, Алтайский край, Петропавловский МР: в Быстроистокский МР передано СП Солдатовский сельсовет - 2010, Вологодская область, Вологодский МР: 11 с.н.п. переданы из Майского в Спасское СП - 2013, Воронежская область, Аннинский МР: часть села Никольского передана в Никольское СП - 2010, Московская область: хутор Новобрёхово передан из Жаворонковского СП Одинцовского МР в ГП Кокошкино Наро-Фоминского МР - примеров на передачу отдельных входящих в состав поселений н.п. в ГО или МО нет | - 2010, Алтайский край, Петропавловский МР: в Быстроистокский МР передано СП Солдатовский сельсовет - 2010, Вологодская область, Вологодский МР: 11 с.н.п. переданы из Майского в Спасское СП - 2013, Воронежская область, Аннинский МР: часть села Никольского передана в Никольское СП - 2010, Московская область: хутор Новобрёхово передан из Жаворонковского СП Одинцовского МР в ГП Кокошкино Наро-Фоминского МР - примеров на передачу отдельных входящих в состав поселений н.п. в ГО или МО нет |
| - сельское поселение | | - отнесение территорий отдельных входящих в состав поселений населённых пунктов к территориям других поселений - отнесение территорий отдельных входящих в состав муниципальных районов поселений и (или) населённых пунктов к территориям других муниципальных районов - отнесение территорий отдельных входящих в состав поселений посёлков и сельских населённых пунктов к территориям муниципальных округов, городских округов | - отнесение территорий отдельных входящих в состав поселений населённых пунктов к территориям других поселений - отнесение территорий отдельных входящих в состав муниципальных районов поселений и (или) населённых пунктов к территориям других муниципальных районов - отнесение территорий отдельных входящих в состав поселений посёлков и сельских населённых пунктов к территориям муниципальных округов, городских округов | - 2010, Алтайский край, Петропавловский МР: в Быстроистокский МР передано СП Солдатовский сельсовет - 2010, Вологодская область, Вологодский МР: 11 с.н.п. переданы из Майского в Спасское СП - 2013, Воронежская область, Аннинский МР: часть села Никольского передана в Никольское СП - 2010, Московская область: хутор Новобрёхово передан из Жаворонковского СП Одинцовского МР в ГП Кокошкино Наро-Фоминского МР - примеров на передачу отдельных входящих в состав поселений н.п. в ГО или МО нет | - 2010, Алтайский край, Петропавловский МР: в Быстроистокский МР передано СП Солдатовский сельсовет - 2010, Вологодская область, Вологодский МР: 11 с.н.п. переданы из Майского в Спасское СП - 2013, Воронежская область, Аннинский МР: часть села Никольского передана в Никольское СП - 2010, Московская область: хутор Новобрёхово передан из Жаворонковского СП Одинцовского МР в ГП Кокошкино Наро-Фоминского МР - примеров на передачу отдельных входящих в состав поселений н.п. в ГО или МО нет |
| - городское поселение | | - отнесение территорий отдельных входящих в состав поселений населённых пунктов к территориям других поселений - отнесение территорий отдельных входящих в состав муниципальных районов поселений и (или) населённых пунктов к территориям других муниципальных районов - отнесение территорий отдельных входящих в состав поселений посёлков и сельских населённых пунктов к территориям муниципальных округов, городских округов | - отнесение территорий отдельных входящих в состав поселений населённых пунктов к территориям других поселений - отнесение территорий отдельных входящих в состав муниципальных районов поселений и (или) населённых пунктов к территориям других муниципальных районов - отнесение территорий отдельных входящих в состав поселений посёлков и сельских населённых пунктов к территориям муниципальных округов, городских округов | - 2010, Алтайский край, Петропавловский МР: в Быстроистокский МР передано СП Солдатовский сельсовет - 2010, Вологодская область, Вологодский МР: 11 с.н.п. переданы из Майского в Спасское СП - 2013, Воронежская область, Аннинский МР: часть села Никольского передана в Никольское СП - 2010, Московская область: хутор Новобрёхово передан из Жаворонковского СП Одинцовского МР в ГП Кокошкино Наро-Фоминского МР - примеров на передачу отдельных входящих в состав поселений н.п. в ГО или МО нет | - 2010, Алтайский край, Петропавловский МР: в Быстроистокский МР передано СП Солдатовский сельсовет - 2010, Вологодская область, Вологодский МР: 11 с.н.п. переданы из Майского в Спасское СП - 2013, Воронежская область, Аннинский МР: часть села Никольского передана в Никольское СП - 2010, Московская область: хутор Новобрёхово передан из Жаворонковского СП Одинцовского МР в ГП Кокошкино Наро-Фоминского МР - примеров на передачу отдельных входящих в состав поселений н.п. в ГО или МО нет |
| муниципальный округ | муниципальный округ | - отнесение территорий населённых пунктов, входящих в состав муниципальных и городских округов, к территориям поселений соответствующих муниципальных районов - отнесение территорий населённых пунктов, входящих в состав муниципальных и городских округов, к территориям других городских или муниципальных округов | - отнесение территорий населённых пунктов, входящих в состав муниципальных и городских округов, к территориям поселений соответствующих муниципальных районов - отнесение территорий населённых пунктов, входящих в состав муниципальных и городских округов, к территориям других городских или муниципальных округов | - 2016, Мурманская область: с. Белокаменка и н.п. Ретинское переданы из ЗАТО Александровск в СП Междуречье Кольского МР - 2015, Мурманская область: территория пгт Росляково, входившего в ЗАТО город Североморск, включена в черту Мурманска - 2020, Ставропольский край: 3 с.н.п. переданы из Предгорного МО в ГО город-курорт Кисловодск - примеров на передачу н.п. из городского округа в муниципальный, из муниципального округа в муниципальный район или муниципальный округ, из муниципального района в муниципальный округ или на преобразование с участием городского округа с внутригородским делением нет | - 2016, Мурманская область: с. Белокаменка и н.п. Ретинское переданы из ЗАТО Александровск в СП Междуречье Кольского МР - 2015, Мурманская область: территория пгт Росляково, входившего в ЗАТО город Североморск, включена в черту Мурманска - 2020, Ставропольский край: 3 с.н.п. переданы из Предгорного МО в ГО город-курорт Кисловодск - примеров на передачу н.п. из городского округа в муниципальный, из муниципального округа в муниципальный район или муниципальный округ, из муниципального района в муниципальный округ или на преобразование с участием городского округа с внутригородским делением нет |
| городской округ (без внутригородского деления) | | - отнесение территорий населённых пунктов, входящих в состав муниципальных и городских округов, к территориям поселений соответствующих муниципальных районов - отнесение территорий населённых пунктов, входящих в состав муниципальных и городских округов, к территориям других городских или муниципальных округов | - отнесение территорий населённых пунктов, входящих в состав муниципальных и городских округов, к территориям поселений соответствующих муниципальных районов - отнесение территорий населённых пунктов, входящих в состав муниципальных и городских округов, к территориям других городских или муниципальных округов | - 2016, Мурманская область: с. Белокаменка и н.п. Ретинское переданы из ЗАТО Александровск в СП Междуречье Кольского МР - 2015, Мурманская область: территория пгт Росляково, входившего в ЗАТО город Североморск, включена в черту Мурманска - 2020, Ставропольский край: 3 с.н.п. переданы из Предгорного МО в ГО город-курорт Кисловодск - примеров на передачу н.п. из городского округа в муниципальный, из муниципального округа в муниципальный район или муниципальный округ, из муниципального района в муниципальный округ или на преобразование с участием городского округа с внутригородским делением нет | - 2016, Мурманская область: с. Белокаменка и н.п. Ретинское переданы из ЗАТО Александровск в СП Междуречье Кольского МР - 2015, Мурманская область: территория пгт Росляково, входившего в ЗАТО город Североморск, включена в черту Мурманска - 2020, Ставропольский край: 3 с.н.п. переданы из Предгорного МО в ГО город-курорт Кисловодск - примеров на передачу н.п. из городского округа в муниципальный, из муниципального округа в муниципальный район или муниципальный округ, из муниципального района в муниципальный округ или на преобразование с участием городского округа с внутригородским делением нет |
| городской округ с внутригородским делением | | - отнесение территорий населённых пунктов, входящих в состав муниципальных и городских округов, к территориям поселений соответствующих муниципальных районов - отнесение территорий населённых пунктов, входящих в состав муниципальных и городских округов, к территориям других городских или муниципальных округов | - отнесение территорий населённых пунктов, входящих в состав муниципальных и городских округов, к территориям поселений соответствующих муниципальных районов - отнесение территорий населённых пунктов, входящих в состав муниципальных и городских округов, к территориям других городских или муниципальных округов | - 2016, Мурманская область: с. Белокаменка и н.п. Ретинское переданы из ЗАТО Александровск в СП Междуречье Кольского МР - 2015, Мурманская область: территория пгт Росляково, входившего в ЗАТО город Североморск, включена в черту Мурманска - 2020, Ставропольский край: 3 с.н.п. переданы из Предгорного МО в ГО город-курорт Кисловодск - примеров на передачу н.п. из городского округа в муниципальный, из муниципального округа в муниципальный район или муниципальный округ, из муниципального района в муниципальный округ или на преобразование с участием городского округа с внутригородским делением нет | - 2016, Мурманская область: с. Белокаменка и н.п. Ретинское переданы из ЗАТО Александровск в СП Междуречье Кольского МР - 2015, Мурманская область: территория пгт Росляково, входившего в ЗАТО город Североморск, включена в черту Мурманска - 2020, Ставропольский край: 3 с.н.п. переданы из Предгорного МО в ГО город-курорт Кисловодск - примеров на передачу н.п. из городского округа в муниципальный, из муниципального округа в муниципальный район или муниципальный округ, из муниципального района в муниципальный округ или на преобразование с участием городского округа с внутригородским делением нет |
| - внутригородской район | | - отнесение территорий населённых пунктов, входящих в состав муниципальных и городских округов, к территориям поселений соответствующих муниципальных районов - отнесение территорий населённых пунктов, входящих в состав муниципальных и городских округов, к территориям других городских или муниципальных округов | - отнесение территорий населённых пунктов, входящих в состав муниципальных и городских округов, к территориям поселений соответствующих муниципальных районов - отнесение территорий населённых пунктов, входящих в состав муниципальных и городских округов, к территориям других городских или муниципальных округов | - 2016, Мурманская область: с. Белокаменка и н.п. Ретинское переданы из ЗАТО Александровск в СП Междуречье Кольского МР - 2015, Мурманская область: территория пгт Росляково, входившего в ЗАТО город Североморск, включена в черту Мурманска - 2020, Ставропольский край: 3 с.н.п. переданы из Предгорного МО в ГО город-курорт Кисловодск - примеров на передачу н.п. из городского округа в муниципальный, из муниципального округа в муниципальный район или муниципальный округ, из муниципального района в муниципальный округ или на преобразование с участием городского округа с внутригородским делением нет | - 2016, Мурманская область: с. Белокаменка и н.п. Ретинское переданы из ЗАТО Александровск в СП Междуречье Кольского МР - 2015, Мурманская область: территория пгт Росляково, входившего в ЗАТО город Североморск, включена в черту Мурманска - 2020, Ставропольский край: 3 с.н.п. переданы из Предгорного МО в ГО город-курорт Кисловодск - примеров на передачу н.п. из городского округа в муниципальный, из муниципального округа в муниципальный район или муниципальный округ, из муниципального района в муниципальный округ или на преобразование с участием городского округа с внутригородским делением нет |
| внутригородская территория города федерального значения | внутригородская территория города федерального значения                                                                                  | - Севастополь: отнесение территорий отдельных входящих в их состав населённых пунктов к территориям других внутригородских муниципальных образований (внутригородских территорий) | - Севастополь: отнесение территорий отдельных входящих в их состав населённых пунктов к территориям других внутригородских муниципальных образований (внутригородских территорий) | - примеров нет | - примеров нет |
| 1.2.без передачи населённых пунктов | | | | | |
| муниципальный район | муниципальный район | - информация об изменении границ муниципальных образований доступна в сборниках Росстата «Численность населения Российской Федерации по муниципальным образованиям» и «База данных показателей муниципальных образований» | - информация об изменении границ муниципальных образований доступна в сборниках Росстата «Численность населения Российской Федерации по муниципальным образованиям» и «База данных показателей муниципальных образований» | - информация об изменении границ муниципальных образований доступна в сборниках Росстата «Численность населения Российской Федерации по муниципальным образованиям» и «База данных показателей муниципальных образований» | - информация об изменении границ муниципальных образований доступна в сборниках Росстата «Численность населения Российской Федерации по муниципальным образованиям» и «База данных показателей муниципальных образований» |
| - сельское поселение | | - информация об изменении границ муниципальных образований доступна в сборниках Росстата «Численность населения Российской Федерации по муниципальным образованиям» и «База данных показателей муниципальных образований» | - информация об изменении границ муниципальных образований доступна в сборниках Росстата «Численность населения Российской Федерации по муниципальным образованиям» и «База данных показателей муниципальных образований» | - информация об изменении границ муниципальных образований доступна в сборниках Росстата «Численность населения Российской Федерации по муниципальным образованиям» и «База данных показателей муниципальных образований» | - информация об изменении границ муниципальных образований доступна в сборниках Росстата «Численность населения Российской Федерации по муниципальным образованиям» и «База данных показателей муниципальных образований» |
| - городское поселение | | - информация об изменении границ муниципальных образований доступна в сборниках Росстата «Численность населения Российской Федерации по муниципальным образованиям» и «База данных показателей муниципальных образований» | - информация об изменении границ муниципальных образований доступна в сборниках Росстата «Численность населения Российской Федерации по муниципальным образованиям» и «База данных показателей муниципальных образований» | - информация об изменении границ муниципальных образований доступна в сборниках Росстата «Численность населения Российской Федерации по муниципальным образованиям» и «База данных показателей муниципальных образований» | - информация об изменении границ муниципальных образований доступна в сборниках Росстата «Численность населения Российской Федерации по муниципальным образованиям» и «База данных показателей муниципальных образований» |
| муниципальный округ | | - информация об изменении границ муниципальных образований доступна в сборниках Росстата «Численность населения Российской Федерации по муниципальным образованиям» и «База данных показателей муниципальных образований» | - информация об изменении границ муниципальных образований доступна в сборниках Росстата «Численность населения Российской Федерации по муниципальным образованиям» и «База данных показателей муниципальных образований» | - информация об изменении границ муниципальных образований доступна в сборниках Росстата «Численность населения Российской Федерации по муниципальным образованиям» и «База данных показателей муниципальных образований» | - информация об изменении границ муниципальных образований доступна в сборниках Росстата «Численность населения Российской Федерации по муниципальным образованиям» и «База данных показателей муниципальных образований» |
| городской округ (без внутригородского деления) | | - информация об изменении границ муниципальных образований доступна в сборниках Росстата «Численность населения Российской Федерации по муниципальным образованиям» и «База данных показателей муниципальных образований» | - информация об изменении границ муниципальных образований доступна в сборниках Росстата «Численность населения Российской Федерации по муниципальным образованиям» и «База данных показателей муниципальных образований» | - информация об изменении границ муниципальных образований доступна в сборниках Росстата «Численность населения Российской Федерации по муниципальным образованиям» и «База данных показателей муниципальных образований» | - информация об изменении границ муниципальных образований доступна в сборниках Росстата «Численность населения Российской Федерации по муниципальным образованиям» и «База данных показателей муниципальных образований» |
| городской округ с внутригородским делением | | - информация об изменении границ муниципальных образований доступна в сборниках Росстата «Численность населения Российской Федерации по муниципальным образованиям» и «База данных показателей муниципальных образований» | - информация об изменении границ муниципальных образований доступна в сборниках Росстата «Численность населения Российской Федерации по муниципальным образованиям» и «База данных показателей муниципальных образований» | - информация об изменении границ муниципальных образований доступна в сборниках Росстата «Численность населения Российской Федерации по муниципальным образованиям» и «База данных показателей муниципальных образований» | - информация об изменении границ муниципальных образований доступна в сборниках Росстата «Численность населения Российской Федерации по муниципальным образованиям» и «База данных показателей муниципальных образований» |
| - внутригородской район | | - информация об изменении границ муниципальных образований доступна в сборниках Росстата «Численность населения Российской Федерации по муниципальным образованиям» и «База данных показателей муниципальных образований» | - информация об изменении границ муниципальных образований доступна в сборниках Росстата «Численность населения Российской Федерации по муниципальным образованиям» и «База данных показателей муниципальных образований» | - информация об изменении границ муниципальных образований доступна в сборниках Росстата «Численность населения Российской Федерации по муниципальным образованиям» и «База данных показателей муниципальных образований» | - информация об изменении границ муниципальных образований доступна в сборниках Росстата «Численность населения Российской Федерации по муниципальным образованиям» и «База данных показателей муниципальных образований» |
| внутригородская территория города федерального значения | | - информация об изменении границ муниципальных образований доступна в сборниках Росстата «Численность населения Российской Федерации по муниципальным образованиям» и «База данных показателей муниципальных образований» | - информация об изменении границ муниципальных образований доступна в сборниках Росстата «Численность населения Российской Федерации по муниципальным образованиям» и «База данных показателей муниципальных образований» | - информация об изменении границ муниципальных образований доступна в сборниках Росстата «Численность населения Российской Федерации по муниципальным образованиям» и «База данных показателей муниципальных образований» | - информация об изменении границ муниципальных образований доступна в сборниках Росстата «Численность населения Российской Федерации по муниципальным образованиям» и «База данных показателей муниципальных образований» |
| 2.собственно преобразования | | | | | |
| 2.1.объединение | | | | | |
| муниципальный район | муниципальный район | - объединение двух и более поселений - объединение всех поселений, входящих в состав муниципального района - объединение двух и более муниципальных районов - объединение поселения с городским округом - объединение всех поселений с городским округом - присоединение поселения к городскому округу с внутригородским делением                                                                                                  | - объединение двух и более поселений - объединение всех поселений, входящих в состав муниципального района - объединение двух и более муниципальных районов - объединение поселения с городским округом - объединение всех поселений с городским округом - присоединение поселения к городскому округу с внутригородским делением                                                                                                  | - 2017, Вологодская область, Великоустюгский МР: Парфёновское, Покровское и Шемогодское СП объединены в Заречное СП - 2011, Воронежская область, Новохопёрский МР: Новохопёрское ГП и Алфёровское, Каменно-Садовское, Новоильменское и Русановское СП объединены с ГП город Новохопёрск; 2013: Нижнемамонское 2-е СП Верхнемамонского МР объединено с Нижнемамонским 1-м СП, Лозовское 2-е СП Верхнемамонского МР объединено с Лозовским 1-м СП - 2020, Чечня: Бамутское СП передано из Ачхой-Мартановского МР в Серноводский МР, территории Гикаловского и Пригородненского СП Грозненского МР переданы в ГО г. Грозный - 2006, Пензенская область: Кондольский МР объединён с Пензенским МР - 2015, Оренбургская область: 8 сельских поселений, образовывавших Гайский МР, и ГО город Гай объединены в Гайский ГО - 2020, Брянская область: 5 сельских поселений, образовывавших Стародубский МР, объединены с ГО Стародубом, в Стародубский МО - 2021—2022, Саратовская область: городские и сельские поселения, составлявшие Саратовский МР, объединены с ГО г. Саратовом - примеров на присоединение поселения к городскому округу с внутригородским делением нет | - 2017, Вологодская область, Великоустюгский МР: Парфёновское, Покровское и Шемогодское СП объединены в Заречное СП - 2011, Воронежская область, Новохопёрский МР: Новохопёрское ГП и Алфёровское, Каменно-Садовское, Новоильменское и Русановское СП объединены с ГП город Новохопёрск; 2013: Нижнемамонское 2-е СП Верхнемамонского МР объединено с Нижнемамонским 1-м СП, Лозовское 2-е СП Верхнемамонского МР объединено с Лозовским 1-м СП - 2020, Чечня: Бамутское СП передано из Ачхой-Мартановского МР в Серноводский МР, территории Гикаловского и Пригородненского СП Грозненского МР переданы в ГО г. Грозный - 2006, Пензенская область: Кондольский МР объединён с Пензенским МР - 2015, Оренбургская область: 8 сельских поселений, образовывавших Гайский МР, и ГО город Гай объединены в Гайский ГО - 2020, Брянская область: 5 сельских поселений, образовывавших Стародубский МР, объединены с ГО Стародубом, в Стародубский МО - 2021—2022, Саратовская область: городские и сельские поселения, составлявшие Саратовский МР, объединены с ГО г. Саратовом - примеров на присоединение поселения к городскому округу с внутригородским делением нет |
| - сельское поселение | | - объединение двух и более поселений - объединение всех поселений, входящих в состав муниципального района - объединение двух и более муниципальных районов - объединение поселения с городским округом - объединение всех поселений с городским округом - присоединение поселения к городскому округу с внутригородским делением                                                                                                  | - объединение двух и более поселений - объединение всех поселений, входящих в состав муниципального района - объединение двух и более муниципальных районов - объединение поселения с городским округом - объединение всех поселений с городским округом - присоединение поселения к городскому округу с внутригородским делением                                                                                                  | - 2017, Вологодская область, Великоустюгский МР: Парфёновское, Покровское и Шемогодское СП объединены в Заречное СП - 2011, Воронежская область, Новохопёрский МР: Новохопёрское ГП и Алфёровское, Каменно-Садовское, Новоильменское и Русановское СП объединены с ГП город Новохопёрск; 2013: Нижнемамонское 2-е СП Верхнемамонского МР объединено с Нижнемамонским 1-м СП, Лозовское 2-е СП Верхнемамонского МР объединено с Лозовским 1-м СП - 2020, Чечня: Бамутское СП передано из Ачхой-Мартановского МР в Серноводский МР, территории Гикаловского и Пригородненского СП Грозненского МР переданы в ГО г. Грозный - 2006, Пензенская область: Кондольский МР объединён с Пензенским МР - 2015, Оренбургская область: 8 сельских поселений, образовывавших Гайский МР, и ГО город Гай объединены в Гайский ГО - 2020, Брянская область: 5 сельских поселений, образовывавших Стародубский МР, объединены с ГО Стародубом, в Стародубский МО - 2021—2022, Саратовская область: городские и сельские поселения, составлявшие Саратовский МР, объединены с ГО г. Саратовом - примеров на присоединение поселения к городскому округу с внутригородским делением нет | - 2017, Вологодская область, Великоустюгский МР: Парфёновское, Покровское и Шемогодское СП объединены в Заречное СП - 2011, Воронежская область, Новохопёрский МР: Новохопёрское ГП и Алфёровское, Каменно-Садовское, Новоильменское и Русановское СП объединены с ГП город Новохопёрск; 2013: Нижнемамонское 2-е СП Верхнемамонского МР объединено с Нижнемамонским 1-м СП, Лозовское 2-е СП Верхнемамонского МР объединено с Лозовским 1-м СП - 2020, Чечня: Бамутское СП передано из Ачхой-Мартановского МР в Серноводский МР, территории Гикаловского и Пригородненского СП Грозненского МР переданы в ГО г. Грозный - 2006, Пензенская область: Кондольский МР объединён с Пензенским МР - 2015, Оренбургская область: 8 сельских поселений, образовывавших Гайский МР, и ГО город Гай объединены в Гайский ГО - 2020, Брянская область: 5 сельских поселений, образовывавших Стародубский МР, объединены с ГО Стародубом, в Стародубский МО - 2021—2022, Саратовская область: городские и сельские поселения, составлявшие Саратовский МР, объединены с ГО г. Саратовом - примеров на присоединение поселения к городскому округу с внутригородским делением нет |
| - городское поселение | | - объединение двух и более поселений - объединение всех поселений, входящих в состав муниципального района - объединение двух и более муниципальных районов - объединение поселения с городским округом - объединение всех поселений с городским округом - присоединение поселения к городскому округу с внутригородским делением                                                                                                  | - объединение двух и более поселений - объединение всех поселений, входящих в состав муниципального района - объединение двух и более муниципальных районов - объединение поселения с городским округом - объединение всех поселений с городским округом - присоединение поселения к городскому округу с внутригородским делением                                                                                                  | - 2017, Вологодская область, Великоустюгский МР: Парфёновское, Покровское и Шемогодское СП объединены в Заречное СП - 2011, Воронежская область, Новохопёрский МР: Новохопёрское ГП и Алфёровское, Каменно-Садовское, Новоильменское и Русановское СП объединены с ГП город Новохопёрск; 2013: Нижнемамонское 2-е СП Верхнемамонского МР объединено с Нижнемамонским 1-м СП, Лозовское 2-е СП Верхнемамонского МР объединено с Лозовским 1-м СП - 2020, Чечня: Бамутское СП передано из Ачхой-Мартановского МР в Серноводский МР, территории Гикаловского и Пригородненского СП Грозненского МР переданы в ГО г. Грозный - 2006, Пензенская область: Кондольский МР объединён с Пензенским МР - 2015, Оренбургская область: 8 сельских поселений, образовывавших Гайский МР, и ГО город Гай объединены в Гайский ГО - 2020, Брянская область: 5 сельских поселений, образовывавших Стародубский МР, объединены с ГО Стародубом, в Стародубский МО - 2021—2022, Саратовская область: городские и сельские поселения, составлявшие Саратовский МР, объединены с ГО г. Саратовом - примеров на присоединение поселения к городскому округу с внутригородским делением нет | - 2017, Вологодская область, Великоустюгский МР: Парфёновское, Покровское и Шемогодское СП объединены в Заречное СП - 2011, Воронежская область, Новохопёрский МР: Новохопёрское ГП и Алфёровское, Каменно-Садовское, Новоильменское и Русановское СП объединены с ГП город Новохопёрск; 2013: Нижнемамонское 2-е СП Верхнемамонского МР объединено с Нижнемамонским 1-м СП, Лозовское 2-е СП Верхнемамонского МР объединено с Лозовским 1-м СП - 2020, Чечня: Бамутское СП передано из Ачхой-Мартановского МР в Серноводский МР, территории Гикаловского и Пригородненского СП Грозненского МР переданы в ГО г. Грозный - 2006, Пензенская область: Кондольский МР объединён с Пензенским МР - 2015, Оренбургская область: 8 сельских поселений, образовывавших Гайский МР, и ГО город Гай объединены в Гайский ГО - 2020, Брянская область: 5 сельских поселений, образовывавших Стародубский МР, объединены с ГО Стародубом, в Стародубский МО - 2021—2022, Саратовская область: городские и сельские поселения, составлявшие Саратовский МР, объединены с ГО г. Саратовом - примеров на присоединение поселения к городскому округу с внутригородским делением нет |
| муниципальный округ | муниципальный округ | - объединение городского округа с муниципальным округом | - объединение городского округа с муниципальным округом | - 2022, Пермский край: ГО г. Кудымкар объединён с Кудымкарским МО | - 2022, Пермский край: ГО г. Кудымкар объединён с Кудымкарским МО |
| городской округ (в том числе с внутригородским делением) | | - объединение городского округа с муниципальным округом | - объединение городского округа с муниципальным округом | - 2022, Пермский край: ГО г. Кудымкар объединён с Кудымкарским МО | - 2022, Пермский край: ГО г. Кудымкар объединён с Кудымкарским МО |
| - объединение городских округов | - объединение городских округов | - 2020, Московская область: ГО Пушкинский, Ивантеевка и Красноармейск объединены в ГО Пушкинский - примеров на преобразование с участием городского округа с внутригородским делением нет | - 2020, Московская область: ГО Пушкинский, Ивантеевка и Красноармейск объединены в ГО Пушкинский - примеров на преобразование с участием городского округа с внутригородским делением нет | | |
| городской округ с внутригородским делением | городской округ с внутригородским делением                                                                                               | - объединение двух и более внутригородских районов | - объединение двух и более внутригородских районов | - примеров нет | - примеров нет |
| - внутригородской район | | - объединение двух и более внутригородских районов | - объединение двух и более внутригородских районов | - примеров нет | - примеров нет |
| внутригородская территория города федерального значения | внутригородская территория города федерального значения                                                                                  | - объединение внутригородских муниципальных образований | - объединение внутригородских муниципальных образований | - примеров нет | - примеров нет |
| 2.2.разделение | | | | | |
| муниципальный район | муниципальный район | - разделение муниципального района - образование двух и более поселений | - разделение муниципального района - образование двух и более поселений | - 2008, Карачаево-Черкесия: в результате разделения Адыге-Хабльского МР образован Ногайский МР - 2009, Московская область, Талдомский МР: в результате разделения Ермолинского СП образовано Квашёнковское СП - 2022, Владимирская область, Ковровский МР: в результате разделения Новосельского СП образовано ГП пос. Доброград | - 2008, Карачаево-Черкесия: в результате разделения Адыге-Хабльского МР образован Ногайский МР - 2009, Московская область, Талдомский МР: в результате разделения Ермолинского СП образовано Квашёнковское СП - 2022, Владимирская область, Ковровский МР: в результате разделения Новосельского СП образовано ГП пос. Доброград |
| - сельское поселение | | - разделение муниципального района - образование двух и более поселений | - разделение муниципального района - образование двух и более поселений | - 2008, Карачаево-Черкесия: в результате разделения Адыге-Хабльского МР образован Ногайский МР - 2009, Московская область, Талдомский МР: в результате разделения Ермолинского СП образовано Квашёнковское СП - 2022, Владимирская область, Ковровский МР: в результате разделения Новосельского СП образовано ГП пос. Доброград | - 2008, Карачаево-Черкесия: в результате разделения Адыге-Хабльского МР образован Ногайский МР - 2009, Московская область, Талдомский МР: в результате разделения Ермолинского СП образовано Квашёнковское СП - 2022, Владимирская область, Ковровский МР: в результате разделения Новосельского СП образовано ГП пос. Доброград |
| - городское поселение | | - разделение муниципального района - образование двух и более поселений | - разделение муниципального района - образование двух и более поселений | - 2008, Карачаево-Черкесия: в результате разделения Адыге-Хабльского МР образован Ногайский МР - 2009, Московская область, Талдомский МР: в результате разделения Ермолинского СП образовано Квашёнковское СП - 2022, Владимирская область, Ковровский МР: в результате разделения Новосельского СП образовано ГП пос. Доброград | - 2008, Карачаево-Черкесия: в результате разделения Адыге-Хабльского МР образован Ногайский МР - 2009, Московская область, Талдомский МР: в результате разделения Ермолинского СП образовано Квашёнковское СП - 2022, Владимирская область, Ковровский МР: в результате разделения Новосельского СП образовано ГП пос. Доброград |
| муниципальный округ | муниципальный округ | - образование двух и более муниципальных или городских округов | - образование двух и более муниципальных или городских округов | - 2009, Свердловская область: Алапаевское мун. обр. разделено на мун. обр. мун. обр. Алапаевское и Махнёвское - 2020, Краснодарский край: в результате разделения ГО города-курорта Сочи образован ГО Сириус - других примеров нет | - 2009, Свердловская область: Алапаевское мун. обр. разделено на мун. обр. мун. обр. Алапаевское и Махнёвское - 2020, Краснодарский край: в результате разделения ГО города-курорта Сочи образован ГО Сириус - других примеров нет |
| городской округ (в том числе с внутригородским делением) | | - образование двух и более муниципальных или городских округов | - образование двух и более муниципальных или городских округов | - 2009, Свердловская область: Алапаевское мун. обр. разделено на мун. обр. мун. обр. Алапаевское и Махнёвское - 2020, Краснодарский край: в результате разделения ГО города-курорта Сочи образован ГО Сириус - других примеров нет | - 2009, Свердловская область: Алапаевское мун. обр. разделено на мун. обр. мун. обр. Алапаевское и Махнёвское - 2020, Краснодарский край: в результате разделения ГО города-курорта Сочи образован ГО Сириус - других примеров нет |
| городской округ с внутригородским делением | городской округ с внутригородским делением                                                                                               | - образование двух и более внутригородских районов - выделение внутригородского района из городского округа с внутригородским делением | - образование двух и более внутригородских районов - выделение внутригородского района из городского округа с внутригородским делением | - примеров нет | - примеров нет |
| - внутригородской район | | - образование двух и более внутригородских районов - выделение внутригородского района из городского округа с внутригородским делением | - образование двух и более внутригородских районов - выделение внутригородского района из городского округа с внутригородским делением | - примеров нет | - примеров нет |
| внутригородская территория города федерального значения | внутригородская территория города федерального значения                                                                                  | - разделение внутригородского муниципального образования | - разделение внутригородского муниципального образования | - 2021, проект: образование Северного МО в результате разделения Нахимовского МО (не реализован) | - 2021, проект: образование Северного МО в результате разделения Нахимовского МО (не реализован) |
| 2.3.изменение статуса | | | | | |
| муниципальный район | муниципальный район | - наделение статусом муниципального округа | - наделение статусом муниципального округа | - 2019, Тверская область: Весьегонский МР преобразован в Весьегонский МО | - 2019, Тверская область: Весьегонский МР преобразован в Весьегонский МО |
| муниципальный район | муниципальный район | - наделение сельского или городского поселения статусом внутригородского района | - наделение сельского или городского поселения статусом внутригородского района | - примеров нет | - примеров нет |
| - сельское поселение | - сельское поселение | - наделение статусом городского поселения | - наделение статусом городского поселения | - 2015, Ленинградская область, Всеволожский МР: Заневское СП преобразовано в Заневское ГП | - 2015, Ленинградская область, Всеволожский МР: Заневское СП преобразовано в Заневское ГП |
| - городское поселение | - городское поселение | - наделение статусом сельского поселения | - наделение статусом сельского поселения | - 2005, Белгородская область, МР Шебекинский район и город Шебекино: ГП посёлок Маслова Пристань преобразовано в Масловопристанское СП | - 2005, Белгородская область, МР Шебекинский район и город Шебекино: ГП посёлок Маслова Пристань преобразовано в Масловопристанское СП |
| - городское поселение | - городское поселение | - наделение статусом городского округа - лишение статуса городского округа | - наделение статусом городского округа - лишение статуса городского округа | - 2016, Ингушетия: ГП г. Сунжа Сунженского МР наделено статусом ГО и выведено из состава района - 2015, Алтайский край: ГП г. Камень-на-Оби лишено статуса ГО и включено в Каменский МР | - 2016, Ингушетия: ГП г. Сунжа Сунженского МР наделено статусом ГО и выведено из состава района - 2015, Алтайский край: ГП г. Камень-на-Оби лишено статуса ГО и включено в Каменский МР |
| муниципальный округ | муниципальный округ | - наделение статусом городского округа | - наделение статусом городского округа | - примеров нет | - примеров нет |
| городской округ (без внутригородского деления) | городской округ (без внутригородского деления)                                                                                           | - наделение статусом муниципального округа | - наделение статусом муниципального округа | - 2020, Кировская область: Санчурский ГО преобразован в Санчурский МО | - 2020, Кировская область: Санчурский ГО преобразован в Санчурский МО |
| городской округ (без внутригородского деления) | городской округ (без внутригородского деления)                                                                                           | - наделение статусом городского округа с внутригородским делением - лишение статуса городского округа с внутригородским делением | - наделение статусом городского округа с внутригородским делением - лишение статуса городского округа с внутригородским делением | - 2014, Челябинская область: Челябинский ГО наделён статусом ГО с внутригородским делением - 2015, Самарская область: ГО Самара наделён статусом ГО с внутригородским делением - 2015, Дагестан: ГО г. Махачкала наделён статусом ГО с внутригородским делением - других примеров нет - примеров лишения статуса городского округа с внутригородским делением нет | - 2014, Челябинская область: Челябинский ГО наделён статусом ГО с внутригородским делением - 2015, Самарская область: ГО Самара наделён статусом ГО с внутригородским делением - 2015, Дагестан: ГО г. Махачкала наделён статусом ГО с внутригородским делением - других примеров нет - примеров лишения статуса городского округа с внутригородским делением нет |
| городской округ с внутригородским делением | | - наделение статусом городского округа с внутригородским делением - лишение статуса городского округа с внутригородским делением | - наделение статусом городского округа с внутригородским делением - лишение статуса городского округа с внутригородским делением | - 2014, Челябинская область: Челябинский ГО наделён статусом ГО с внутригородским делением - 2015, Самарская область: ГО Самара наделён статусом ГО с внутригородским делением - 2015, Дагестан: ГО г. Махачкала наделён статусом ГО с внутригородским делением - других примеров нет - примеров лишения статуса городского округа с внутригородским делением нет | - 2014, Челябинская область: Челябинский ГО наделён статусом ГО с внутригородским делением - 2015, Самарская область: ГО Самара наделён статусом ГО с внутригородским делением - 2015, Дагестан: ГО г. Махачкала наделён статусом ГО с внутригородским делением - других примеров нет - примеров лишения статуса городского округа с внутригородским делением нет |
| - наделение внутригородского района статусом сельского или городского поселения | - наделение внутригородского района статусом сельского или городского поселения                                                          | - примеров нет | - примеров нет | | |
| - наделение внутригородского района статусом сельского или городского поселения | - наделение внутригородского района статусом сельского или городского поселения                                                          | - примеров нет | - примеров нет | - внутригородской район | |
| внутригородская территория города федерального значения | внутригородская территория города федерального значения                                                                                  | - 2012, Москва: наделение муниципальных образований в границах до 2012 года статусом муниципального округа - 1999, Санкт-Петербург: наделение муниципального округа статусом города; 2020—2021, проект: преобразование муниципальных округов в округа (не реализован) | - 2012, Москва: наделение муниципальных образований в границах до 2012 года статусом муниципального округа - 1999, Санкт-Петербург: наделение муниципального округа статусом города; 2020—2021, проект: преобразование муниципальных округов в округа (не реализован) | - 2012, Москва: мун. обр. Алтуфьевское преобразовано в МО Алтуфьевский - 1999, Санкт-Петербург: МО № 43 преобразован в город Красное Село (других примеров нет) | - 2012, Москва: мун. обр. Алтуфьевское преобразовано в МО Алтуфьевский - 1999, Санкт-Петербург: МО № 43 преобразован в город Красное Село (других примеров нет) |
| 3.упразднение и создание поселений муниципальных районов | | | | | |
| 3.1.упразднение поселений | | | | | |
| сельское поселение | сельское поселение | - передача в межселенную территорию - отнесение к территории иных поселений | - передача в межселенную территорию - отнесение к территории иных поселений | - 2018, Красноярский край, Мотыгинский МР: Партизанский сельсовет упразднён, пос. Партизанск передан в межселенную территорию - 2019, Иркутская область, Мамско-Чуйский МР: ГП Горно-Чуйское и Согдиондонское мун. обр. и рп Горно-Чуйский и Согдиондон упразднены с передачей в межселенную территорию - см. объединение двух и более поселений | - 2018, Красноярский край, Мотыгинский МР: Партизанский сельсовет упразднён, пос. Партизанск передан в межселенную территорию - 2019, Иркутская область, Мамско-Чуйский МР: ГП Горно-Чуйское и Согдиондонское мун. обр. и рп Горно-Чуйский и Согдиондон упразднены с передачей в межселенную территорию - см. объединение двух и более поселений |
| городское поселение | | - передача в межселенную территорию - отнесение к территории иных поселений | - передача в межселенную территорию - отнесение к территории иных поселений | - 2018, Красноярский край, Мотыгинский МР: Партизанский сельсовет упразднён, пос. Партизанск передан в межселенную территорию - 2019, Иркутская область, Мамско-Чуйский МР: ГП Горно-Чуйское и Согдиондонское мун. обр. и рп Горно-Чуйский и Согдиондон упразднены с передачей в межселенную территорию - см. объединение двух и более поселений | - 2018, Красноярский край, Мотыгинский МР: Партизанский сельсовет упразднён, пос. Партизанск передан в межселенную территорию - 2019, Иркутская область, Мамско-Чуйский МР: ГП Горно-Чуйское и Согдиондонское мун. обр. и рп Горно-Чуйский и Согдиондон упразднены с передачей в межселенную территорию - см. объединение двух и более поселений |
| 3.2.создание поселений | | | | | |
| сельское поселение | сельское поселение | - создание на межселенной территории | - создание на межселенной территории | - 2012, Адыгея, Майкопский МР: ст-ца Безводная и пос. Хакодзь переданы в Краснооктябрьское СП, пос. Гузерипль в Даховское СП, межселенная территория расформирована - 2017—2018, Иркутская область: большинство с.н.п. передано в СП Казачинское мун. обр. - примеров на создание новых поселений нет | - 2012, Адыгея, Майкопский МР: ст-ца Безводная и пос. Хакодзь переданы в Краснооктябрьское СП, пос. Гузерипль в Даховское СП, межселенная территория расформирована - 2017—2018, Иркутская область: большинство с.н.п. передано в СП Казачинское мун. обр. - примеров на создание новых поселений нет |
| городское поселение | | - создание на межселенной территории | - создание на межселенной территории | - 2012, Адыгея, Майкопский МР: ст-ца Безводная и пос. Хакодзь переданы в Краснооктябрьское СП, пос. Гузерипль в Даховское СП, межселенная территория расформирована - 2017—2018, Иркутская область: большинство с.н.п. передано в СП Казачинское мун. обр. - примеров на создание новых поселений нет | - 2012, Адыгея, Майкопский МР: ст-ца Безводная и пос. Хакодзь переданы в Краснооктябрьское СП, пос. Гузерипль в Даховское СП, межселенная территория расформирована - 2017—2018, Иркутская область: большинство с.н.п. передано в СП Казачинское мун. обр. - примеров на создание новых поселений нет |
| 4. прочее | | | | | |
| - если населённый пункт входит в состав более чем одного муниципального образования, то должно осуществляться либо отнесение населённого пункта к территории одного муниципального образования (2013, Воронежская область, Аннинский МР: часть с. Никольского передана в Никольское СП), либо объединение муниципальных образований (2013, Воронежская область: Нижнемамонское 2-е СП Верхнемамонского МР объединено с Нижнемамонским 1-м СП, Лозовское 2-е СП Верхнемамонского МР объединено с Лозовским 1-м СП), либо разделение населённого пункта (последнее не является преобразованием муниципального образования, примеров нет) | | | | | |
| 5. ограничения | | | | | |
| - преобразования поселений, в результате которых муниципальный район будет состоять из одного поселения, не допускаются (2019: Кировская область, Богородское ГП Богородского МР преобразовано в Богородский ГО, до апреля 2019 Ошланское СП — единственное поселение Богородского района) | | | | | |
| - объединение городских поселений, образованных городами, не производится; территории городских поселений, образованных городами, могут быть упразднены только в пользу муниципальных или городских округов | | | | | |
| - возможность объединения поселения с муниципальным округом, а также всех поселений с муниципальным округом не предусмотрена | | | | | |
| - наделение муниципального района статусом городского округа недопустимо (до 2019 производилось) | | | | | |
| - возможность объединения (двух и более) муниципальных округов не предусмотрена | | | | | |
| - возможность наделения муниципального или городского округа статусом муниципального района не предусмотрена (2005, Владимирская область, ГО г. Гороховец, г. Камешково, г. Киржач, г. Кольчугино, пос. Красная Горбатка, г. Меленки, г. Юрьев-Польский преобразованы, соответственно, в Гороховецкий, Камешковский, Киржачский, Кольчугинский, Селивановский, Меленковский, Юрьев-Польский МР; аналогичные преобразования производились с городскими округами Калининградской области) | | | | | |
| - переподчинение отдельных населённых пунктов, подчинённых внутригородским районам городских округов с внутригородским делением, другим внутригородским районам в качестве возможного преобразования не рассматривается, поскольку населённые пункты во внутригородские районы не включены | | | | | |
| - ЗАТО и наукограды являются городскими округами, лишение статуса городского округа, преобразование в другой вид муниципального образования невозможно (Троицк как внутригородская территория города федерального значения Москвы обладает дополнительным статусом городского округа; статус наукограда у Петергофа в Санкт-Петербурге после 2010 официально не продлевался, но и не прекращался) | | | | | |
| - Москва, Санкт-Петербург: отнесение территорий отдельных входящих в состав внутригородских муниципальных образований (внутригородских территорий) населённых пунктов к территориям других внутригородских муниципальных образований (внутригородских территорий) невозможно, поскольку населённые пункты на уровне муниципального устройства не выделяются | | | | | |
| - Москва (после 2012), Севастополь: возможность изменения статуса муниципального образования не предусмотрена; Санкт-Петербург (после 1999): возможность преобразования муниципального округа в город или посёлок не предусмотрена | | | | | |
| 6. преобразования, осуществлённые в переходный период до 2009 года | | | | | |
| городское поселение | городское поселение | - наделение городского поселения, предметы ведения которого на 30 апреля 2003 года не были разграничены в соответствии с п. 3 ст. 6 Федерального закона от 28 августа 1995 года № 154-ФЗ «Об общих принципах организации местного самоуправления в Российской Федерации», статусом городского округа | - наделение городского поселения, предметы ведения которого на 30 апреля 2003 года не были разграничены в соответствии с п. 3 ст. 6 Федерального закона от 28 августа 1995 года № 154-ФЗ «Об общих принципах организации местного самоуправления в Российской Федерации», статусом городского округа | - 2005, Брянская область: наделение г. Фокино статусом ГО - 2004, Воронежская область: наделение города-района Борисоглебска и Нововоронежа статусом ГО - 2004, Карелия: наделение Костомукшского и Петрозаводского ГП статусом ГО | - 2005, Брянская область: наделение г. Фокино статусом ГО - 2004, Воронежская область: наделение города-района Борисоглебска и Нововоронежа статусом ГО - 2004, Карелия: наделение Костомукшского и Петрозаводского ГП статусом ГО |
| муниципальное образование (за исключением района), в составе территории (в границах) которого находятся город и другие населённые пункты | муниципальное образование (за исключением района), в составе территории (в границах) которого находятся город и другие населённые пункты | - упразднение указанных муниципальных образований (за исключением города) - исключение территорий населённых пунктов, находящихся за пределами городской черты, из состава территории указанного муниципального образования | - упразднение указанных муниципальных образований (за исключением города) - исключение территорий населённых пунктов, находящихся за пределами городской черты, из состава территории указанного муниципального образования | - 2005, Карачаево-Черкесия: при образовании Карачаевского городского округа было упразднено муниципальное образование г. Теберды (до 2004: «города районного значения»), административно подчинённого г. Карачаевску - 2006, Ленинградская область, г. Сосновый Бор: при образовании Сосновоборского ГО д. Мустово и Систо-Палкино переданы в Ломоносовский МР - 2004, Ставропольский край: упразднены сельсоветы и поссоветы в подчинении г. Железноводска, Кисловодска и Пятигорска | - 2005, Карачаево-Черкесия: при образовании Карачаевского городского округа было упразднено муниципальное образование г. Теберды (до 2004: «города районного значения»), административно подчинённого г. Карачаевску - 2006, Ленинградская область, г. Сосновый Бор: при образовании Сосновоборского ГО д. Мустово и Систо-Палкино переданы в Ломоносовский МР - 2004, Ставропольский край: упразднены сельсоветы и поссоветы в подчинении г. Железноводска, Кисловодска и Пятигорска |
| внутригородское муниципальное образование | внутригородское муниципальное образование                                                                                                | - упразднение внутригородского муниципального образования | - упразднение внутригородского муниципального образования | - 2004, Башкортостан: упразднение районов и остальных внутригородских муниципальных образований - 2004, Воронежская область: упразднение с наделением статусом ГО внутригородских районов Воронежа | - 2004, Башкортостан: упразднение районов и остальных внутригородских муниципальных образований - 2004, Воронежская область: упразднение с наделением статусом ГО внутригородских районов Воронежа |
| муниципальное образование, состоящее из нескольких городов, не являющихся муниципальными образованиями | муниципальное образование, состоящее из нескольких городов, не являющихся муниципальными образованиями                                   | - наделение каждого города статусом городского поселения (городского округа) | - наделение каждого города статусом городского поселения (городского округа) | - 2004, Краснодарский край, Апшеронский район: образование Апшеронского и Хадыженского ГП - 2005, Московская область: при наделении статусом МР Люберецкого, Ногинского и Щёлковского районов статусом МР из их состава выделены с наделением статусом ГО, соответственно, г. Котельники, Черноголовка (с подчинёнными с.н.п.) и Лосино-Петровский | - 2004, Краснодарский край, Апшеронский район: образование Апшеронского и Хадыженского ГП - 2005, Московская область: при наделении статусом МР Люберецкого, Ногинского и Щёлковского районов статусом МР из их состава выделены с наделением статусом ГО, соответственно, г. Котельники, Черноголовка (с подчинёнными с.н.п.) и Лосино-Петровский |
| район, на территории которого находится один населённый пункт или может быть образовано не более двух поселений | район, на территории которого находится один населённый пункт или может быть образовано не более двух поселений                          | - наделение населённого пункта статусом городского или сельского поселения - наделение территории района статусом сельского поселения - включение вновь образованного поселения и территории района, не вошедшей в состав территории указанного поселения, в состав муниципального района | - наделение населённого пункта статусом городского или сельского поселения - наделение территории района статусом сельского поселения - включение вновь образованного поселения и территории района, не вошедшей в состав территории указанного поселения, в состав муниципального района | - 2005: Архангельская область: Соловецкий МР преобразован в Соловецкое СП Приморского МР; МР Котлас и Новая Земля преобразованы в ГО - 2004: Камчатская область, Алеутский район, с. Никольское: образовано Никольское СП в составе Алеутского МР - 2005: Московская область, Химкинский район, г. Химки: наделение Химкинского района статусом ГО - 2005: Таймырский (Долгано-Ненецкий) автономный округ, Диксонский район, пгт Диксон: образовано ГП Диксон в состав Таймырского Долгано-Ненецкого МР, Диксонский район упразднён | - 2005: Архангельская область: Соловецкий МР преобразован в Соловецкое СП Приморского МР; МР Котлас и Новая Земля преобразованы в ГО - 2004: Камчатская область, Алеутский район, с. Никольское: образовано Никольское СП в составе Алеутского МР - 2005: Московская область, Химкинский район, г. Химки: наделение Химкинского района статусом ГО - 2005: Таймырский (Долгано-Ненецкий) автономный округ, Диксонский район, пгт Диксон: образовано ГП Диксон в состав Таймырского Долгано-Ненецкого МР, Диксонский район упразднён |